# Aleksander Vladimirovič Agejev
Aleksander Vladimirovič Agejev (rusko Александр Владимирович Агеев), sovjetski general, * 1900, † 1990.